# Michel Burnier
Pour les articles homonymes, voir Burnier.
 (juillet 2024).
Si vous disposez d'ouvrages ou d'articles de référence ou si vous connaissez des sites web de qualité traitant du thème abordé ici, merci de compléter l'article en donnant les références utiles à sa vérifiabilité et en les liant à la section « Notes et références ».
Michel Burnier est un médecin suisse, professeur honoraire de la faculté de biologie et de médecine de l'université de Lausanne. Sa recherche a porté essentiellement sur les nouveaux médicaments dans le traitement de l'hypertension artérielle, sur le rôle du rein et du sel dans la physiopathologie de l'hypertension artérielle et enfin sur l'impact de l'adhérence aux traitements dans la prise en charge de l'hypertension artérielle et des maladies chroniques.

## Biographie
Michel Burnier est né à Aigle en mars 1953 et a grandi en Valais. Après des études au Collège de l'Abbaye Saint-Maurice, il entreprend un cursus universitaire en médecine à l'université de Lausanne dont il obtient le doctorat en 1982. Sa thèse intitulée "Vasopressin and blood pressure control in the rat: Interactions between the sympathetic and the renin-angiotensin systems", réalisée sous la direction du Professeur Hans R. Brunner, est récompensée par un prix de la Faculté de médecine, en 1983.
Michel Burnier est marié et père de trois filles.
Après l'obtention de son titre académique, il poursuit sa formation à l'université du Colorado à Denver, sous la direction du Professeur Robert William Schrier. De retour en Suisse, il est nommé médecin adjoint et directeur adjoint de la Policlinique médicale universitaire de Lausanne (1990-2004). Durant cette période, la Faculté de biologie et de médecine le nomme Professeur associé (1998-2004) puis Professeur ordinaire et chef du Service de néphrologie et hypertension du Centre Hospitalier universitaire vaudois (2004-2018). De 1990 à 2011, il est membre de la Commission d'éthique de la Faculté de médecine, puis, président de la Commission cantonale d'éthique de la recherche scientifique. 
A côté de ces activités académiques, il a été élu par le Conseil fédéral, membre du Conseil de Swissmedic, siège qu'il occupe de 2002 à 2010. Il est ensuite appelé au Conseil d'administration de Galenica et Vifor Pharma dès 2010 dont il reste membre jusqu'en 2023. 
Dès 2021, il est professeur invité à l'université médicale de Gdansk en Pologne. Cette même année, il prend la présidence du Conseil de Fondation de la Fondation Mérine dont la mission consiste à venir en aide à des enfants en difficultés dans leur développement et leur scolarité. 

## Affiliations et activités scientifiques
Michel Burnier a été membre de la Société suisse de néphrologie (SSN) qu'il a présidée de 2009 à 2011, et membre de la Société suisse d'hypertension qu'il a présidée de 2012 à 2015. Il préside la Fondation pour la recherche en hypertension, basée à Saint-Légier.  
Il est également membre du Conseil scientifique de la Société européenne d'hypertension et de la Fondation de la Société européenne d'hypertension. Il est aussi membre honoraire des Sociétés française et polonaise d'hypertension. 
Sur le plan scientifique, il est membre de plusieurs comités éditoriaux de journaux internationaux notamment, Hypertension, Journal of Hypertension, Frontiers cardiovascular, Current Hypertension Report, American Journal of Nephrology. Il est rédacteur en chef de la revue Blood Pressure et Theme editor dans Nephrology, Dialysis and Transplantation.  

## Distinctions
- 2013: Prix Peter van Zwieten de la Société européenne d'hypertension (2013)[10] pour ses activités en pharmacologie clinique.

- 2018: Prix de la Société française d'hypertension pour l'ensemble de sa carrière.

- 2023:  Prix Björn Folkow[11] de la Société européenne d'hypertension (2023) pour ses activités de recherche sur la physiopathologie de l'hypertension artérielle.

- 2024:  Prix Paul Milliez[12] de la Société française d'hypertension et de la Société européenne d'hypertension pour son activité remarquable dans le domaine de l'hypertension.

## Publications principales

### Articles
- Burnier M, et Brunner HR.  Angiotensin II receptor antagonists. Lancet. 2000; 355 (9204):637-645. PMID 10696996 Review.

- Burnier M, Wuerzner G. Chronic kidney disease: Should sodium intake be restricted in patients with CKD? Nat Rev Nephrol. 2016 Nov;12(11):666. doi: 10.1038/nrneph.2016.137. Epub 2016 Sep 1

- Glatz N, Chappuis A, Conen D, Erne P, Péchère-Bertschi A, Guessous I, Forni V, Gabutti L, Muggli F, Gallino A, Hayoz D, Binet I, Suter P, Paccaud F, Bochud M, Burnier M.  Associations of sodium, potassium and protein intake with blood pressure and hypertension in Switzerland. Swiss Med Wkly. 2017 Feb 17;147:w14411. doi: 10.4414/smw.2017.14411. eCollection 2017.

- Burnier M, Egan BM.  Adherence in Hypertension.  Circ Res. 2019 Mar 29;124(7):1124-1140. doi: 10.1161/CIRCRESAHA.118.313220.

- Burnier M, Damianaki A. Hypertension as Cardiovascular Risk Factor in Chronic Kidney Disease. Circ Res. 2023 Apr 14;132(8):1050-1063. doi: 10.1161/CIRCRESAHA.122.321762. Epub 2023 Apr 13.

- Mancia G, Kreutz R, Brunström M, Burnier M, Grassi G, Januszewicz A, et al.  2023 ESH Guidelines for the management of arterial hypertension The Task Force for the management of arterial hypertension of the European Society of Hypertension: Endorsed by the International Society of Hypertension (ISH) and the European Renal Association (ERA). J Hypertens. 2023 Dec 1;41(12):1874-2071.

### Livres
- Bänziger E. et Burnier M. Kochen für das Herz / wenig Salz - viele Gewürze, Fondation suisse de cardiologie,

- Burnier M. Sodium in Health and Disease, Routledge Taylor and Francis Group, 2007.

- Burnier M. Drug Adherence in Hypertension and Cardiovascular Protection, Springer, 2018, 314 p.  (ISBN 978-3-319-76593-8)